# Krysarobin
Krysarobin, även kallat Ararobin, Goapulver eller Bahiapulver (C15H12O3) är ett kemiskt preparat som erhålls efter rening av en massa som utsöndras från håligheter i stammen på ararobaträdet (Andira araroba).
Krysarobin bildar ett gult kristalliniskt pulver, som i alkalisk lösning lätt oxideras till krysofansyra. Krysarobin användes tidigare för utvärtes bruk vid vissa hudsjukdomar, bland annat skäggsvamp och parasitära sjukdomar.